# Pseudoscopelus scriptus
Pseudoscopelus scriptus es una especie de pez actinopeterigio marino, de la familia de los quiasmodóntidos.

## Morfología
Cuerpo alargado con una longitud máxima descrita de 15,5 cm. En la aleta dorsal tienen 7 a 9 espinas y 19 a 22 radios blandos, mientras que en la aleta anal solo tienen blandos: esta especie se puede distinguir de otros miembros del grupo de especies de Pseudoscopelus por tener fotóforos de la aleta anal que no se extienden antes del nivel del ano, mientras que en otras especies sí se extiende; tiene dientes premaxilares en 3 a 4 filas gradualmente aumentando de tamaño de lateral hacia el centro.

## Distribución y hábitat
Se distribuye por la zona occidental del océano Atlántico, desde los Estados Unidos hasta Brasil, incluyendo las islas del mar Caribe; un intento de identificación de juveniles en Nigeria podría extender la distribución de esta especie hasta el Atlántico oriental. Son peces marinos de aguas profundas, de hábitat batial, que prefieren un rango de profundidades entre los 250 m y los 1370 m, los juveniles entre 95 m y 590 m.